# Neudorf (St. Gallen)
Das Neudorf ist eine Quartiergruppe im Kreis Ost der Stadt St. Gallen. Diese besteht aus den Statistischen Quartieren Achslen - Wilen sowie Stephanshorn - Zil - Kesselhalden. Das benachbarte Quartier St. Fiden teilt mit dem Neudorf den Quartierverein.

## Struktur und Verkehrsanbindung
Die Quartiergruppe ist ziemlich heterogen und besteht aus verschiedenen klar abgrenzbaren Teilen: Achslen-Wilen, Stephanshorn, Kesselhalden, Zil und Guggeien. Die Zertrennung des Stadtteils geschieht zum Teil durch die Hauptverkehrsachse Richtung Osten (Rorschacherstrasse), zum Teil durch topographische Merkmale wie den Höchsterwald, der den Quartierteil Guggeien von Stephanshorn trennt. Am 1. Juli 2022 hatte das Quartier Neudorf 11567 Einwohner.

Panorama des Bereiches Rorschacher Strasse/Lindenstrasse. Links die Kirche St. Maria Neudorf, mittig der Eingangsbereich zum Notkerianum, rechts Bushaltestelle Neudorf und Gewerbegebäude Neudorf mit Poststelle

Das Quartier ist mit den Trolleybuslinien 1 und 2, den Autobuslinien 7, 8, und 9 und mehreren Postautolinien von der Innenstadt aus erreichbar. Ausserdem ist ein Autobahnanschluss zur A1 vorhanden. Das Neudorf liegt am östlichen Ende der Stadt und grenzt an die Gemeinden Mörschwil, Untereggen und Eggersriet. In der Stadt St. Gallen selber grenzt das Neudorf an die Quartiergruppen Heiligkreuz sowie St. Fiden-Notkersegg (St. Fiden und Notkersegg wurden 2010 in eine einzige Quartiergruppe zusammengefasst). Die Grenze zum Heiligkreuz wird durch die Steinach gebildet, die Grenze zu Untereggen und Eggersriet durch das Goldachtobel.

## Schulen, öffentliche Gebäude und Einrichtungen
In dem Stadtteil befinden sich mehrere städtische Schulen und Kindergärten: Primarschule Halden, Primarschule Oberzil und das Oberstufenzentrum Zil, wobei erstere mit diversen Kindergärten kombiniert sind. Im Neudorf befindet sich ebenfalls das Sekundarschulhaus Notker der Flade. Ausserdem befindet sich am östlichen Rand des Quartiers eine Rudolf-Steiner-Schule.

Kirche St. Maria im Hintergrund, im Vordergrund das Villengebäude des heutigen Pflegeheims Notkerianum, damals Geburts- und Privatklinik (Aufnahme zwischen 1925 und 1935)

Im Neudorf befinden sich diverse bedeutende öffentliche Gebäude und Anlagen der Stadt St. Gallen: Das Paul-Grüninger-Stadion des SC Brühl, die Leichtathletikanlage Neudorf, das Hallenbad Blumenwies, das Naturmuseum St. Gallen, der Botanische Garten St. Gallen und der im Stil eines englischen Parks angelegte Ostfriedhof. In Stephanshorn befindet sich ein Privatspital der Hirslanden Klink Gruppe. Etwas weiter östlich befindet sich die 2012 wiedereröffnete Oberwaid, ebenfalls ein privates Gesundheitsetablissement mit Wellness- und Konferenz-Hotel. Ebenfalls im Neudorf befindet sich das Alters- und Pflegeheim Notkerianum. Dieses befindet sich immer noch zum Teil in einer Jugendstilvilla, die 1911 für einen St. Galler Stickerei-Unternehmer errichtet und nach dem Ende der Stickereiblüte 1924 an das Kloster Menzingen verkauft und zuerst als Geburts- und Privatklinik betrieben wurde, bis die Anlage Ende der 1970er Jahre in den Besitz des Vereins Alters- und Pflegeheim Notkerianum überging.

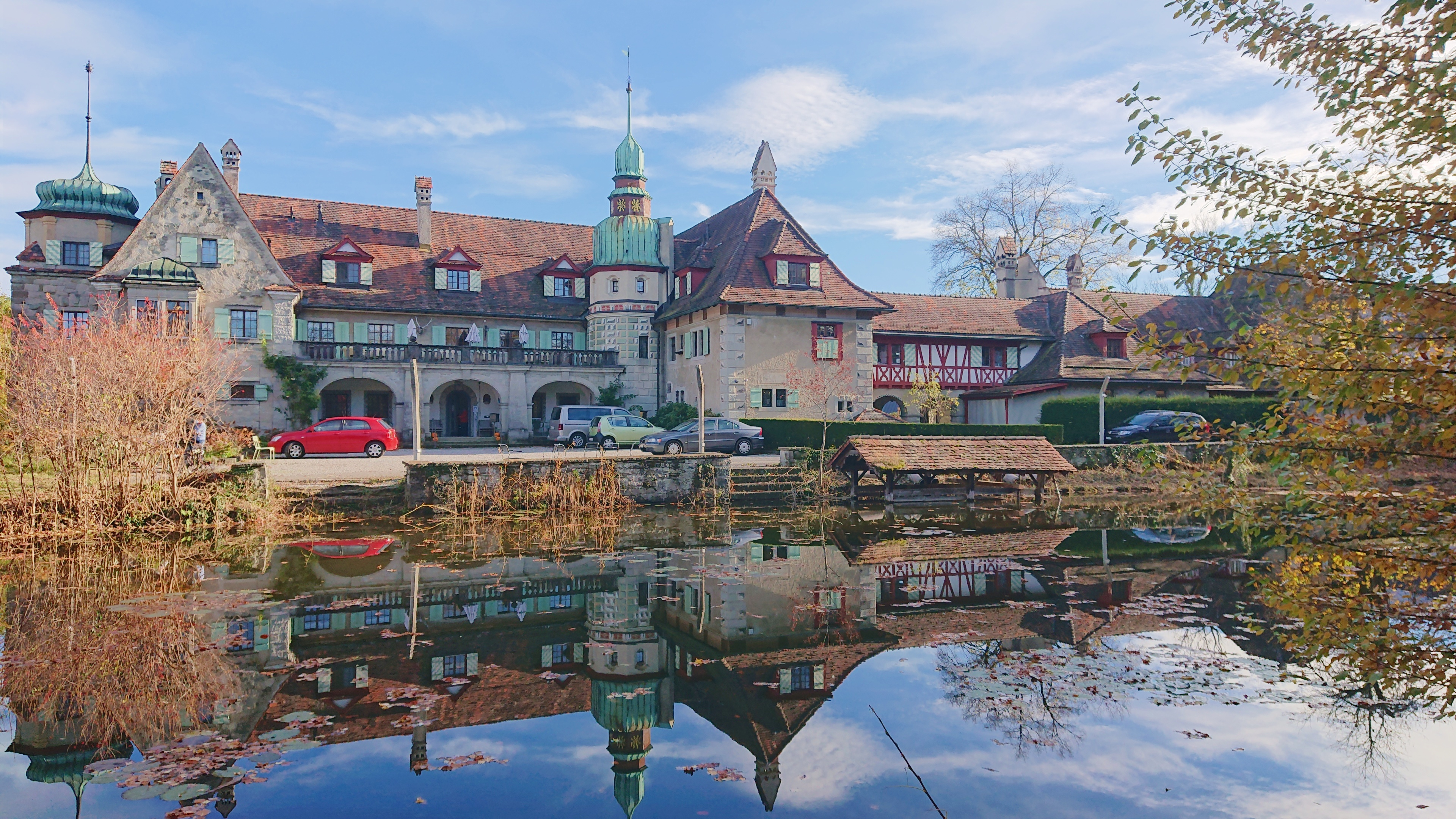
Ansicht der ehemaligen Villa Hof Riedern. Heute Alters- und Pflegeheim.

Ein weiteres Altersheim des Quartiers ist der in dessen äusserstem Osten befindliche Hof Riedern, eine 1919 erbaute, schlossähnliche Villa, die auf der Liste der schützenswerten Kulturgüter St. Gallens aufgeführt ist und 1992 nach einem Umbau als Alters- und Pflegeheim eingeweiht wurde. Das Haus gehörte zuvor der St. Galler Kaufmannsfamilie Mettler-Salzmann. Eine Erbin dieser Familie vermachte den Hof in den 1970er Jahren der Rudolf-Steiner-Schule, die den Hof in der Folge zum Alters- und Pflegeheim umbaute. Auf dem Gelände des Hof Riedern wurde auch die oben genannte Rudolf-Steiner-Schule errichtet.
Eines der wenigen weiteren historischen Gebäude des Neudorfs ist die von Adolf Gaudy entworfene und von 1913 bis 1917 gebaute Pfarrkirche St. Maria Neudorf.
Der Stadtteil verfügt mit dem Gallusmarkt über ein grösseres Einkaufszentrum, das im stark von Gewerbebetrieben und Hochhäusern des Architekten Heinrich Graf geprägten Achslen-Wilen angesiedelt ist.